# 6765
6765（六千七百六十五、ろくせんななひゃくろくじゅうご）は自然数、また整数において、6764の次で6766の前の数である。

## 性質
- 6765 は合成数であり、約数は 1, 3, 5, 11, 15, 33, 41, 55, 123, 165, 205, 451, 615, 1353, 2255, 6765 である。
  - 約数の和は12096。
- 20番目のフィボナッチ数である。1つ前は4181、次は10946。
- 4つの独立した素因数をもつ256番目の数である。1つ前は6734、次は6783。(オンライン整数列大辞典の数列 A046386)
- 各位の和が24になる188番目の数である。1つ前は6756、次は6774。

## その他 6765 に関すること
- シチズンの腕時計である『星宿（ほしのやどり）』に搭載された機械番号（cal.6765）。